# Hannah Banana
Hannah Banana es el quinto episodio de la octava temporada de la serie Padre de familia emitido el 8 de noviembre de 2009 en Estados Unidos a través de FOX. La trama se centra en Stewie, quien tras colarse en los camerinos de Miley Cyrus, descubre que el ídolo al que admira es en realidad un androide; por otro lado, Chris intenta demostrar a su familia que el mono malvado de su armario en verdad existe.
El episodio está escrito por Cherry Chevapravatdumrong y dirigido por John Holmquist. El argumento obtuvo críticas dispares por parte de la crítica por su trama y referencias culturales. Según la cuota de pantalla Nielsen fue visto por 7,73 millones de televidentes. Fue emitido junto con el especial Seth & Alex's Almost Live Comedy Show y contó con la participación de la actriz Candace Marie junto con otros actores habituales.

## Referencias culturales

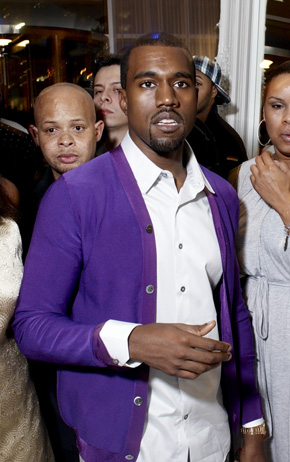
El cantante Kanye West fue referenciado en el episodio.

## Argumento
Stewie es un devoto fan de Hannah Montana que descubre que Miley Cyrus va a dar un concierto en Quahog, desafortunadamente las entradas están agotadas y no puede ir al evento. Sin intención de resignarse, consigue colarse en el backstage con la ayuda de Brian, el cual consigue convencer a la actriz y cantante que le regale una entrada tras hacerle creer que Stewie tiene un tumor cerebral. Al pasar el tiempo juntos, Stewie y Miley empiezan a ser amigos hasta que Stewie nota algo extraño en la joven, la cual al parecer emite interferencias cuando está cerca de un teléfono móvil. Finalmente, Stewie y Brian descubren que Cyrus es en realidad un androide diseñado por la compañía Disney. El lactante se queda perplejo al saber que su ídolo no es ninguna persona, sin embargo, ante la posibilidad de que pueda hacer varias tareas, Brian le sugiere a Stewie si podría reprogramarla para que pueda hacer "otras cosas". Aunque reacio al principio, Stewie accede a reprogramarla, pero provoca un fallo en el sistema y Cyrus enloquece por toda la ciudad.
Por otra parte, Chris vuelve con malas notas a casa para pesar de sus padres, quienes acaban hartos de sus excusas cuando este vuelve a culpar al Malvado mono que vive en su armario por no dejarle concentrarse, ante el escepticismo de Peter y Lois, Chris pretende demostrarles su existencia, para empezar coloca una cámara de vídeo en su cuarto, pero cuando revisa la cinta no encuentra ninguna evidencia grabada, finalmente consigue capturarle gracias a pienso utilizado como cebo y así presentárselo a sus progenitores, los cuales se quedan sorprendidos al ver que el mono no es ninguna historia de su hijo. El mico, el cual fue atado por Chris, es desatado, una vez libre este les explica que no siempre fue malo y que la razón por la que fue a parar al armario de Chris es por buscar un sitio donde vivir después de que este pillara a su mujer teniendo un affair, y que lo de señalar a Chris con el dedo era para iniciar una conversación, aparte de contarles que sufría de deficiencia de cobre, lo que le generaba temblores en el cuerpo. No obstante, Chris se niega a creer la palabrería de quien durante años le ha estado martirizando hasta que una noche, el mono le ayuda con un trabajo literario mientras duerme. A la mañana siguiente, Chris vuelve del instituto con buenas noticias para sus padres puesto que trae buenas notas, cuando descubre que todo ha sido gracias al mono, él y el mico se hacen amigos. El pasar tato tiempo juntos le da a entender que si no rendía nada en el instituto era porque su padre jamás se ha interesado por él empezando así a crecer un resentimiento entre ellos. Preocupada por los dos, Lois le pide al mono que convenza a ambos de que hagan las paces.
Finalmente el animal reúne a padre e hijo en un mismo lugar para poder hablar, mientras tanto, Miley Cyrus empieza a destruir la ciudad y cuando el mono decide hacerle frente y que entre en razón acaba siendo secuestrado por ella, la cual escala hasta la cima de un rascacielos, en una clara referencia la icónica escena de King Kong. Peter decide llamar a Quagmire para que traiga su biplano desde el que acabar con el androide y rescatar al mono. Finalmente Cyrus cae al suelo, y aunque Brian tiene intención de aprovechar lo que queda, el androide estalla, aunque para consuelo de Brian, la mano de Cyrus está intacta. Tras reconciliar a Chris con su padre, el mono decide abandonar el armario en el que ha estado mucho tiempo y tras despedirse parte hacía donde "le necesiten", que resulta ser el armario del hijo de Tom Tucker, Jake.

## Producción y desarrollo

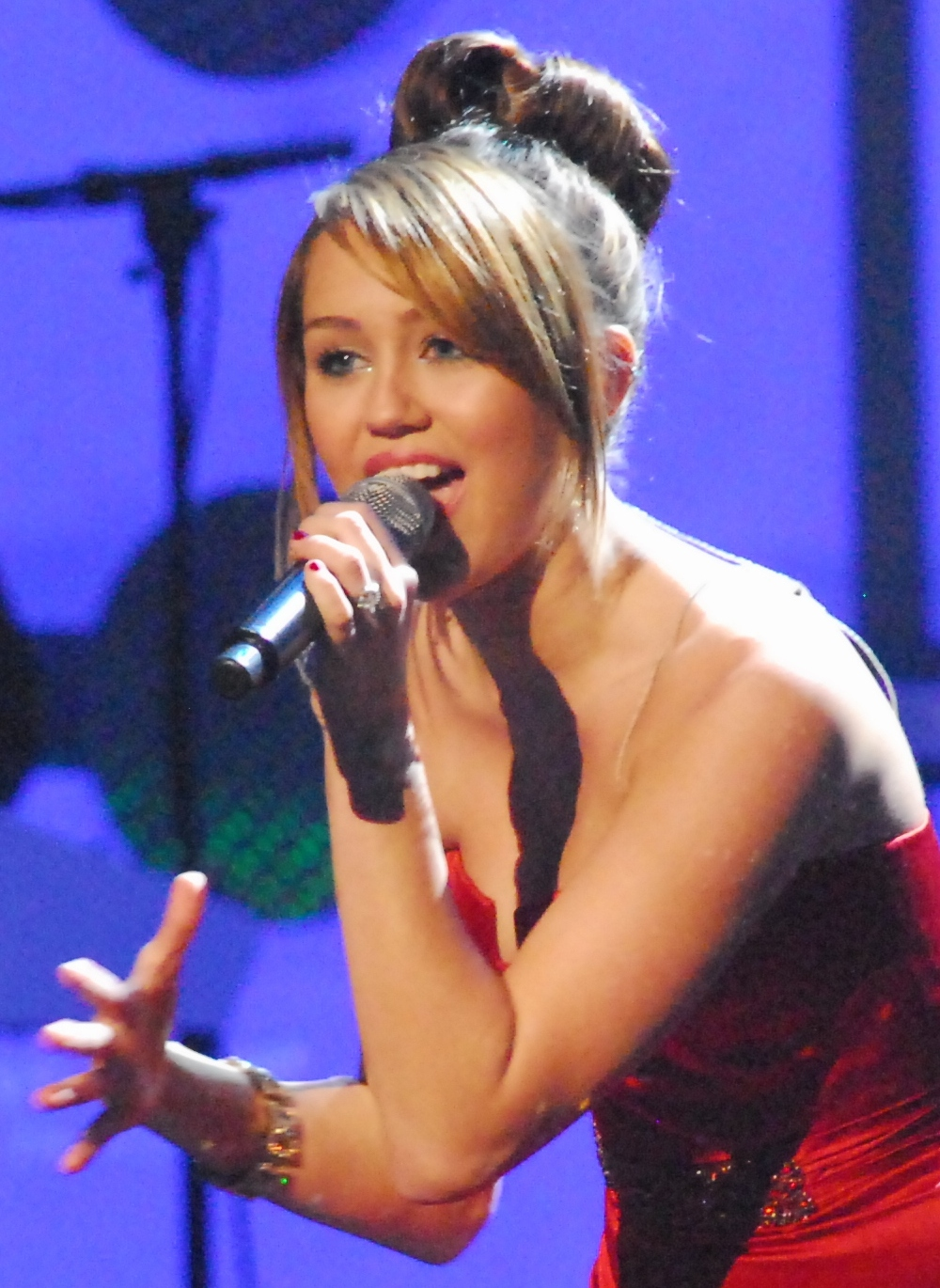
Miley Cyrus fue parodiada en el episodio.

Hannah Banana fue escrito por Cherry Chevapravatdumrong y dirigido por John Holmquist antes de la conclusión de la octava temporada. Seth MacFarlane comentó sobre el episodio diciendo "que el mismo [episodio] era el resultado de nuestros deseos de continuar, de que impedir que la serie quedase estancada y de que las cosas evolucionen y que prosigan su curso. Existen muchas maneras de que puedas sacar al malvado mono de ese armario antes de que los chistes perdieran la gracia, muy a menudo pienso que existe cierto temor de que lo que funcione resulte ser un fracaso y que es mejor cambiar las cosas permanentemente. [...] Hemos jubilado al mono malvado del episodio de manera literal, y hemos conseguido un buen episodio de los que merece la pena aparte de desestancar la serie." La cantante y actriz Candace Marie presta su voz a Miley Cyrus. Marie obtuvo el papel después de que su productor le avisara de las audiciones y tras una llamada del director de reparto de Padre de familia un mes antes. Aunque en el episodio se hizo mofa de Cyrus, Marie jamás pensó que los incondicionales de Cyrus pudieran enfadarse. Aparte declaró que se considera una fan y que estuvo impresionada por la manera en que Padre de familia desarrollo el episodio y que fue un gran cumplido para ella referirse a Cyrus como la "perfecta estrella del pop". Tras poner la voz a su personaje, Marie recibió de nuevo una llamada para hacer la voz a Beth, una de las amigas de Meg para otros episodios posteriores. La actriz describió a Beth como la chica que apenas participa en una conversación pero que le encanta involucrarse siempre que pueda. Chevapravatdumrong compuso la letra de la canción del episodio mientras que la música fue obra de Walter Murphy.
El episodio se emitió como parte de la noche "all-Seth MacFarlane" después del episodio Brian's Got a Brand New Bag y el especial Seth & Alex's Almost Live Comedy Show. Aparte del reparto habitual, el guionista y productor ejecutivo Danny Smith puso la voz al Mono malvado. Otros actores invitados fueron: Chris Cox, Ralph Garman y los guionistas Alec Sulkin y John Viener.